# LPGA Tour 2001
Navigation
Édition précédente Édition suivante
Le LPGA Tour 2001 est la cinquantième-deuxième édition du Ladies Professional Golf Association Tour (LPGA), circuit professionnel féminin de golf, qui se déroule du 12 janvier 2001 au 18 novembre 2001. Axée sur les États-Unis, la LPGA a entrepris la tenue de tournois hors du continent américain ces dernières saisons, ainsi cette saison voit des tournois programmés en France, au Canada, en Angleterre, en Corée du Sud et au Japon. Cette cinquantième-deuxième édition de ce circuit permet de proposer un certain nombre de tournois professionnels destinés aux femmes en dehors des compétitions amateurs. La volonté de la professionnalisation des golfeuses leur permet désormais de gagner de l'argent en jouant au golf.
Cette saison comporte trente-huit tournois, soit deux de plus qu'en 2000, auxquels sont insérées des dotations financières en fonction du résultat de la golfeuse. Quatre de ces tournois sont considérés comme « tournoi majeur » - le Championnat Nabisco, l'Open américain, le Championnat de la LPGA et l'Open britannique (qui se substitue au Classique du Maurier) - et sont considérés comme les plus prestigieux et difficiles à remporter.
La Suédoise Annika Sörenstam est désignée « Joueuse de l'année de la LPGA » (« Player of the Year ») pour la quatrième fois de sa carrière et remporte le classement des gains avec un montant record de 2 105 868 $ de gains en gagnant sept victoires dont un tournoi majeur : le Championnat Nabisco. Les trois autres tournois majeurs sont remportés par l'Australienne Karrie Webb (Open américain et Championnat de la LPGA) et la Sud-Coréenne Se Ri Pak (Open britannique). Enfin, le « Trophée Vare » récompensant la golfeuse ayant la moyenne de score la plus basse de la saison est également remporté par Annika Sörenstam pour la quatrième fois.

## Histoire
Pour l'organisation de cette cinquantième-deuxième édition, la majorité des tournois se disputent aux États-Unis mais quatre tournois sont programmés hors des États-Unis. Comme la saison précédente, la LPGA décide d'organiser des tournois hors des frontières des États-Unis avec la tenue de tournois programmés en France, au Canada, en Angleterre, en Corée du Sud et au Japon. La majorité des joueuses sont des golfeuses principalement américaines professionnelles et amateures mais la LPGA intègre quelques années des golfeuses étrangères. Le calendrier fait débuter la saison par le Classique YourLife Vitamins remporté par Se Ri Pak. Au cours de cette saison, les non-américaines sont aussi nombreuses que les Américaines à remporter les tournois depuis la création de la LPGA.
La Suédoise Annika Sörenstam est désignée « Joueuse de l'année de la LPGA » (« Player of the Year ») pour la quatrième fois de sa carrière et remporte le classement des gains avec un montant record de 2 105 868 $ de gains en gagnant sept victoires dont un tournoi majeur : le Championnat Nabisco. Les trois autres tournois majeurs sont remportés par l'Australienne Karrie Webb (Open américain et Championnat de la LPGA) et la Sud-Coréenne Se Ri Pak (Open britannique).

## Participantes à la saison LPGA 2001
Les participantes ont deux statuts. Certaines sont devenues professionnelles mais de nombreuses amateures prennent également part aux tournois sans toutefois pouvoir recevoir le montant des gains en raison de leur statut.
| Participantes         | Participantes    | Participantes    | Participantes    | Participantes       |
| Professionnelles      | Professionnelles | Professionnelles | Professionnelles | Professionnelles    |
| --------------------- | ---------------- | ---------------- | ---------------- | ------------------- |
| Kristi Albers         | Helen Alfredsson | Donna Andrews    | Marina Arruti    | Brandie Burton      |
| Heather Daly-Donofrio | Laura Davies     | Dorothy Delasin  | Laura Diaz       | Wendy Doolan        |
| Moira Dunn            | Tina Fischer     | Kasumi Fujii     | Akiko Fukushima  | Kate Golden         |
| Tammie Green          | Sophie Gustafson | Penny Hammel     | Tracy Hanson     | Rachel Hetherington |
| Maria Hjorth          | Pat Hurst        | Kathryn Imrie    | Juli Inkster     | Becky Iverson       |
| Rosie Jones           | Lorie Kane       | Cristie Kerr     | Mi Hyun Kim      | Betsy King          |
| Emilee Klein          | Carin Koch       | Kelli Kuehne     | Catriona Matthew | Michelle McGann     |
| Mhairi McKay          | Janice Moodie    | Se Ri Pak        | Gloria Park      | Grace Park          |
| Kristal Parker        | Dottie Pepper    | Michele Redman   | Kelly Robbins    | Annika Sörenstam    |
| Rachel Teske          | Iben Tinning     | Sherri Turner    | Wendy Ward       | Karrie Webb         |
| Maggie Will           |                  |                  |                  |                     |

## Classements saison 2001

### Tableau des gains («Money list»)
Le tableau ci-dessous est le classement des golfeuses par gains obtenus sur cette saison 2001. Le classement par gains est remporté par la Suédoise Annika Sörenstam avec 2 105 868 $ remportés.
| Cla. | Golfeuses           | Gains       | Victoires |
| ---- | ------------------- | ----------- | --------- |
| 1    | Annika Sörenstam    | 2 105 868 $ |           |
| 2    | Se Ri Pak           | 1 623 009 $ |           |
| 3    | Karrie Webb         | 1 535 404 $ |           |
| 4    | Lorie Kane          | 947 489 $   |           |
| 5    | Maria Hjorth        | 848 195 $   |           |
| 6    | Rosie Jones         | 785 010 $   |           |
| 7    | Dottie Pepper       | 776 482 $   |           |
| 8    | Mi Hyun Kim         | 762 363 $   |           |
| 9    | Laura Diaz          | 751 466 $   |           |
| 10   | Catriona Matthew    | 747 970 $   |           |
| 11   | Rachel Hetherington | 713 129 $   |           |
| 12   | Wendy Ward          | 686 906 $   |           |
| 13   | Emilee Klein        | 649 380 $   |           |
| 14   | Dorothy Delasin     | 620 442 $   |           |
| 15   | Sophie Gustafson    | 617 327 $   |           |

### Trophée Vare («Vare Trophy»)
Le tableau ci-dessous est le classement des golfeuses par scores les plus bas sur cette saison 2001.
| Cla. | Golfeuses        | Moyenne |
| ---- | ---------------- | ------- |
| 1    | Annika Sörenstam |         |